# Александровка (Угранский район)
Алекса́ндровка — деревня в Угранском районе Смоленской области России. Входит в состав Дрожжинского сельского поселения. 
Население — 28 жителей (2007 год). 
Расположена в юго-восточной части области в 28 км к северо-востоку от Угры, в 11 км восточнее автодороги Р132 Вязьма — Калуга — Тула — Рязань, на берегу реки Угра. В 17 км западнее от деревни находится железнодорожная станция О.п. 22-й км на линии Торжок-Брянск.

## История
В годы Великой Отечественной войны деревня была оккупирована гитлеровскими войсками в октябре 1941 года, освобождена в марте 1943 года.